# Jill Johnston
Jill Johnston (Londres, 17 de maio de 1929 - 18 de setembro de 2010) foi uma feminista , escritora e crítica cultural americana que escreveu Nação Lésbica em 1973 e exerceu durante longo tempo a função de crítico cultural do jornal The Village Voice. Ela também foi uma líder do movimento separatista lésbico de 1970. Johnston também escreveu sob o pseudônimo de F. J. Crowe.